# Tosa del Braibal
La Tosa del Braibal és un cim de 2.657 m. situat a Andorra. Es troba a la carena divisòria de la Vall de Madriu i la Coma dels Agols, damunt l'Estany d'Engolasters. Segons la cartografia andorrana la carena o serra també és homònima del puig més alt. És fronterera entre les parròquies andorranes d'Escaldes-Engordany, al sud, i Encamp, al nord.
La serralada té una orientació nord-oest cap a sud-est, amb una llargada des de la costera de Braibal fins l'Estany Blau de vora 2.700 metres.
Malgrat la seva modesta alçada, la seva situació permet una vista molt complerta de les muntanyes andorranes i pallareses, així com els nuclis d'Andorra la Vella i Encamp. Aquest cim està inclòs al llistat dels 100 cims de la FEEC

## Accessos
Al darrer revolt de la carretera de l'Estany d'Engolasters hi trobem un camí en direcció sud que va prenent alçada fins al Coll Jovell. Un cop allà cal carenejar fins al cim.